# 南部信時
南部 信時（なんぶ のぶとき）は、室町時代後期から戦国時代にかけての武士。通称は左衛門。三戸南部氏20代当主。

## 略歴
16代当主・南部助政の嫡男。経歴など、詳しいことはほとんどわかっていない。
26代南部家当主となる信直やその父石川高信らの居城となる田子前館（別名：牛尾館）を、佐々木氏から接収して隠居所兼学問所と定めたと伝えられる。文亀元年（1502年）に59歳で死去し、跡を子・信義が継いだ。